# Eldskogstjärnarna (östra)
Eldskogstjärnarna (östra) är en sjö i Tanums kommun i Bohuslän och ingår i Strömsåns huvudavrinningsområde. Sjön är 7,5 meter djup, har en yta på 0,022 kvadratkilometer och är belägen 150 meter över havet.